# Miserere (roman)
Pour les articles homonymes, voir Miserere.
Miserere est le septième roman de Jean-Christophe Grangé paru le 3 septembre 2008 aux éditions Albin Michel.

## Résumé
Paris, décembre 2006. Un chef de chorale est retrouvé assassiné dans une église arménienne de Paris.
Lionel Kasdan, un policier à la retraite qui appartient à la paroisse, se lance immédiatement sur la piste du tueur, en marge de l'enquête officielle.
Cédric Volokine, membre de la Brigade de protection des mineurs en pleine cure de désintoxication, s'intéresse également à cette affaire qui semble impliquer des enfants.
À eux deux, ils tenteront de percer le secret du tueur et de comprendre ses motivations dans une affaire où tout semble graviter autour de la voix humaine. Ils devront également affronter leurs propres démons.

## Éditions
Édition originale
- Jean-Christophe Grangé, Miserere : roman, Paris, éd. Albin Michel, 3 septembre 2008, 524 p., 24 cm (ISBN 978-2-226-18846-5, BNF 41330130)

Livre audio
- Jean-Christophe Grangé, Miserere, Paris, éd. Audiolib, 3 septembre 2008 (ISBN 978-2-35641-037-5, BNF 41318945)Texte intégral ; narrateur : Jacques Chaussepied ; support : 2 disques compacts audio MP3 ; durée : 17 h 30 min environ ; référence éditeur : Audiolib 25 0038 7. Sortie simultanée de l'édition originale et du livre audio.

Édition de poche
- Jean-Christophe Grangé, Miserere, Paris, Librairie générale française, coll. « Le Livre de poche » (no 31808), 4 mai 2010, 634 p., 18 cm (ISBN 978-2-253-12847-2, BNF 42246814)

Réédition
- Jean-Christophe Grangé, La Marque des anges : Miserere, Paris, éd. Albin Michel, 12 juin 2013, 524 p., 24 cm (ISBN 978-2-226-24965-4, BNF 43609575)Cette réédition sous un nouveau titre précède d'environ deux semaines la sortie de l'adaptation cinématographique, titrée La Marque des anges.

## Adaptation
- 2013 : La Marque des anges, film franco-belge réalisé par Sylvain White, d'après le roman Miserere, avec Gérard Depardieu, Joey Starr, Thierry Lhermitte, Helena Noguerra et Marthe Keller[2]

## Référence historique
- L'un des groupes auxquels les héros ont affaire ressemble à la Colonie Dignidad, que ce soit dans sa création, sa fuite au Chili ou bien son utilisation sous Pinochet